# Taparella kripta
Taparella kripta är en insektsart som beskrevs av Medler 2000. Taparella kripta ingår i släktet Taparella och familjen Flatidae. Inga underarter finns listade i Catalogue of Life.